# كانتالوبو نيل سانيو
كانتالوبو نيل سانيو هي بلدة وبلدية في مقاطعة إزرنية في منطقة مليزة بجنوب إيطاليا